# Miriam Karlin
Miriam Karlin (Hampstead, Londres, 23 de junio de 1925 - Londres, 3 de junio de 2011) fue una actriz inglesa cuya carrera abarcó más de sesenta años. Era muy conocida por su papel como Paddy en la serie de televisión inglesa The Rag Trade, una sitcom emitida por la BBC en los años 60 y por la LWT en los años 70, y en particular por el latiguillo de su personaje: ¡Todos fuera!. Karlin era famosa por su profunda y ronca voz y su acento londinense.

## Primeros años
Nacida como Miriam Samuels, en Hampstead, Londres, creció en una familia judía ortodoxa, algunos de los miembros de su familia murieron en Auschwitz. Era la hija Céline y Harry Samuels, un abogado, cuya especialidad era el derecho industrial y sindicalista. Su hermano mayor era Michael Samuels (1920 - 2010), un lingüista histórico, que escribió el libro Historical Thesaurus of the Oxford English Dictionary. Cuando actuó en un show radiofónico de Terry-Thomas, Top of the Town, Karlin  basó  algunos de los personajes cómicos que había inventado e interpretado, en la gente que había aparecido en el tribunal de alquileres presidido por su padre.

## Carrera
Después de haber practicado en la Royal Academy of Dramatic Art, Karlin debutó en el escenario para la Entertainments National Service Association en shows de guerra y subsecuentemente actuó en teatro de repertorio y cabaret. Actuó en obras de teatro como El diario de Ana Frank, The Bad Seed, The Egg, El violinista en el tejado y Bus Stop, entre otras. Hizo su debut cinematográfico en Down Among the Z Men, actuando posteriormente en películas como A Touch of the Sun, Un lugar en la cumbre, The Millionairess, Heavens Above!, Ladies Who Do, The Small World of Sammy Lee, The Bargee, Just like a Woman, La naranja mecánica y Mahler. En 1954, interpretó el papel de alién marciano en la serie de radio de la BBC, Journey into Space.
Desde 1992 a 1994, interpretó a un fantasma judío, Yetta Feldman, en la sitcom de la BBC, So Haunt Me, junto a Tessa Peake-Jones y George Costigan.
En 1960, actuó junto a Laurence Olivier en la adaptación cinematográfica de The Entertainer. Actuó en la versión teatral de El violinista en el tejado en el Her Majesty's Theatre, obra protagonizada por el actor israelí Chaim Topol. En 1972, Karlin actuó en el rol protagonista de Madre Coraje y sus hijos en el Watford Palace Theatre, una producción notable por la fuerza de su actuación , y su fidelidad al Efecto de distanciamiento de Bertolt Brecht.
En televisión, Karlin empezó a ser conocida por interpretar a la beligerante sindicalista  Paddy en la serie de televisión The Rag Trade, una sitcom de la BBC que se desarrollaba en una fábrica textil, entre 1961 y 1963.
Karlin actuó en el escenario para la Royal Shakespeare Company en Stratford-upon-Avon, el Aldwych Theatre y el Barbican Centre. Actuó en el tour nacional de 84 Charing Cross Road y en 1990 se convirtió en la primera mujer en interpretar el papel protagonista en la obra de Harold Pinter, en la obra The Caretaker, en una producción en el teatro  Sherman Cymru en Cardiff. En 2008, con 83 años, actuó en la obra Many Roads to Paradise en el Finborough Theatre en Londres.

## Vida personal
Karlin, que nunca se casó, vivió en South London. Atea declarada, apoyó a lo largo de su vida al pueblo judío y a la izquierda política, además de participar en actividades antifascistas. 
Miembro de la liga antinazi, participó en protestas contra el Negacionismo del Holocausto e hizo campaña para exponer donde se encontraban las simpatías nazis del político austriaco Jörg Haider. Fue una miembro activo de la unión de actores Equity y se le concedió la Orden del Imperio británico en 1975, Karlin apoyó a la British Humanist Association.

### Fallecimiento
En 2006, mientras estaba actuando en la versión televisiva de la novela de Agatha Christie, El cuadro, a Karlin se le diagnosticó un cáncer y se le comunicó que parte de su lengua tendría que ser extirpada. Murió el 3 de junio de 2011.

## Filmografía selecta
- Fun at St. Fanny's (1956)